# Празник на светлините
Празникът на светлините (на френски: Fête des Lumières) е ежегоден празник в Лион, Франция. Характерен е с множество светлинни анимации, като е наричан основното събитие за творческо осветление в света.

## Произход на празника
Корените на празника могат да се проследят до Средновековието и са свързани с почитта на Лион към Дева Мария.
През 1643 г. Лион е поразен от чума и половината население на града загива. На Рождество Богородично, 8 септември, общинските съветници на Лион търсят закрила за града от Дева Мария и обещават всяка година да ѝ се отдава почит, ако градът бъде пощаден.
След като чумата отминава, общината организира всяка година на 8 септември тържествено шествие от катедралата Сен-Жан до светилището на Дева Мария на хълма Фурвиер, където жителите на града запалват свещи в нейна чест.
През 1852 г. се поставя статуя на Дева Мария на хълма Фурвиер. Официалното ѝ откриване е обявено за 8 септември 1852 г., но е отложено поради преливането на река Сона. Властите преместват датата на откриване за 8 декември, когато католическата църква празнува непорочното зачатие на Дева Мария, но се налага да го отменят сутринта поради силни бури. Вечерта времето се подобрява и населението на града, за които откриването се отлага за втори път след 3 месеца чакане, спонтанно слагат свещи на прозорците на къщите си излиза на шествие по улиците.
С това се поставя началото на традицията на Празника на светлините, според която лиончани всяка година по празника на непорочно зачатието на Дева Мария слагат свещи на прозорците си. Традиционно, свещите се слагат в съд от цветно стъкло да ги пази от вятър, а самите свещи имат форма на торта.

## Празникът в днешни дни
През 1989 г. за първи път общината организира осветяване на определени статуи и сгради за Празника на светлините.
10 години по-късно празникът придобива сегашния си вид. Всяка година сценографи разработват анимации, които да бъдат прожектирани върху избрани сгради. Въпреки фокусът върху светлините, артисти с различни изобразителни средства също се включват в програмата.
Откриват се и инсталации, които са постоянни.
Празникът на светлините е голяма туристическа атракция, като изданието от 2017 г. е посетено от 1,7 милиона туристи.
Празникът получава наградата „Най-добър голям обществен празник за 2016“ на фестивалът Heavent Sud в Кан.
Във връзка с религиозното начало, местната управа организира всяка година благотворителна дейност посредством кампанията Lumignons du Cœur.